# Nytt naturtillstånd
Nytt naturtillstånd kallas det när ett öppet dike helt har vuxit igen och i det närmaste helt har förlorat sin vattenavbördande förmåga. Om ett nytt naturtillstånd har uppkommit, får det öppna diket inte längre underhållsrensas enligt miljöbalken.